# الصالحية (الجيزة)
قرية الصالحية هي إحدى القرى التابعة لمركز أطفيح في محافظة الجيزة في جمهورية مصر العربية. حسب إحصاءات سنة 2006، بلغ إجمالي السكان في الصالحية 4289 نسمة، منهم 2186 رجل و2103 امرأة.